# 洛克薩斯 (王國之心)
洛克薩斯是史克威尔艾尼克斯的电子游戏系列《王国之心》中的角色。他最初在2004年的游戏《王国之心 记忆之链》的最后场景中客串亮相，并在《王国之心II》中首次完整登场。洛克萨斯是一个“無形者”，由该系列主角索拉创造，索拉在系列第一款游戏中曾短暂失去了心。《王国之心II》揭示了洛克萨斯是“XIII機關”的成员，该组织由一群“無形者”组成。洛克萨斯因其能使用一种可以捕获心灵的武器——鑰刀，而被XIII機關所重用。作为该组织的一员，洛克萨斯被赋予了“邂逅之键”的称号。他还是游戏《王国之心 358/2天》的主人公，该游戏围绕着他的起源展开。洛克萨斯的配音员是内山昂辉。
在洛克萨斯的客串亮相后，总监野村哲也表示他是该系列中的重要角色，并为了更详细地解释他的背景故事而创作了《王国之心 358/2天》。自他在《王国之心II》中登场以来，该角色获得了普遍积极的评价，其中多数集中在该角色于《王国之心 358/2天》中的发展。以该角色为基础的各种商品也已被生产。

## 制作与发展
索拉在《王國之心 記憶之鍊》的结尾中首次客串登场后，系列总监野村哲也也被问及该角色。但野村避免透露太多细节，仅表示他将成为该系列的重要可玩角色。开发人员在《王国之心II》中编写了洛克薩斯的故事，以在短时间内为游戏增添复杂的情感。洛克萨斯悲伤的剧情得到粉丝的正面评价后，哲也亦认为该剧情被很好地表现了出来。他还表示，游戏中洛克萨斯与索拉融合的场景是他在整个系列中最难忘的场景之一野村后来评论说，洛克萨斯是最早为XIII機關创造的角色之一，并且一直打算让他成为第13个成员。开发人员原计划在《王国之心II》中的一个场景揭示洛克萨斯名字的含义，该场景会将“索拉”（Sora）的英文字母重組，再在中間加上“X”，即为“洛克萨斯”（Roxas）。然而，由于野村哲也发现在时间上难以实现，该场景被删除。自《王国之心II》以来，洛克萨斯一直由內山昂輝配音。

## 概述
洛克薩斯是《王國之心358/2 DAYS》的主角，索拉的另一半，是索拉的無形者（Nobody），《王國之心I》索拉在虛空城時解放了心，同時洛克薩斯在黃昏鎮中誕生，由於菲恩（Ven）的心於夢中降生結局回到索拉身上暫居，並隨著心的解放移至洛克薩斯身上，因而兩人有著相同的外貌，並繼承了索拉使用鑰刀的能力。由於索拉變成無心者的時間較短，很快就取回自己的心和變回人的形態，所以洛克薩斯沒相對應的無心者，同時也沒索拉的記憶。
在《王國之心358/2 DAYS》時，曾加入XIII機關，屬性為光，由於能使用鑰刀，得到首領重用，而他也希望在執行任務中找到自己的過去，與亞克賽爾和希恩為好友關係，他在和其他無心者相處時都讓他們感到自己有心，後來為尋找身世和找回希恩（Xion），背叛機關。
由於安森刚開始借助娜米妮的力量恢复索拉的記憶時，恢復進度非常缓慢。他認為這是因為缺少了索拉的無形者的缘故，所以委托里克把洛克薩斯带来，於是洛克薩斯被迪茲（DiZ）指引的里克打敗，然後被迪茲消除記憶後放在模擬的黄昏鎮，之後他把洛克薩斯數據化，放入模擬的黄昏鎮来加速索拉的恢復速度，後來二人融合，洛克薩斯回歸本體，令索拉在《王國之心II》蘇醒，最後他在2代FM在心像世界決鬥時被索拉打敗。

## 能力
洛克薩斯雖然是沒有心的無形者，但卻能使用鑰刀，並且和XIII機關的No.14、No.8相處時更表現出無形者沒有的感情。主要原因是身體上有《夢中降生》中的菲恩圖斯的心，所以外貌也和菲恩圖斯一樣。在No.14消失後，自身的鑰刀能力才覺醒，能夠使用兩把鑰刀(往昔的回憶、約定的守護)。